# 삼성 갤럭시 점프2
삼성 갤럭시 점프2(글로벌 기종: 삼성 갤럭시 M33 5G)는 삼성 갤럭시 M 시리즈의 안드로이드 스마트폰이다. 2022년 3월 4일에 발표되었다. 2022년 4월 22일에 정식출시를 했다.